# امپریال استوت (نوشیدنی)

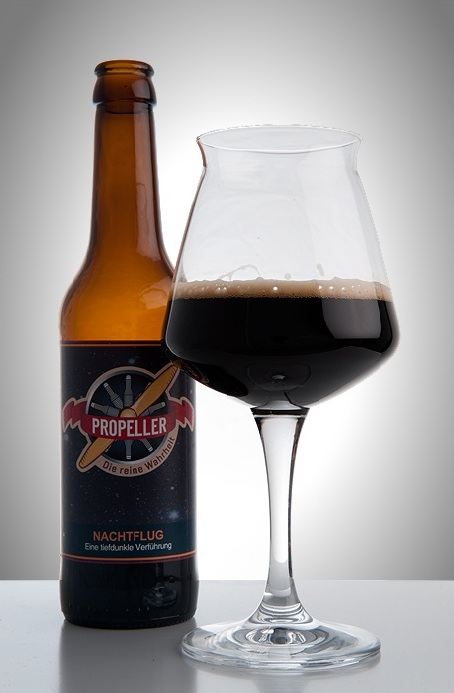
یک بطری امپریال استاوت آلمانی

امپریال استاوت (همچنین امپریال استاوت روسی) یک نوع استاوت تیره رنگ و قوی محسوب می‌شود.

## سرگذشت
این نوع آبجو در قرن هجدهم از انگلستان به عنوان هدیه به تزار روسیه کاترین کبیر اهدا شد. امپریال استاوت در کشورهای بالتیک و انگلیس به نام آبجوی دربار تزار نامیده می‌شود. با گذشت زمان این سبک از آبجو اهمیت خود را از دست داد تا اینکه تقریباً فراموش شد. در عین حال تعداد زیادی کارخانه تولیدی کوچکتر در انگلیس و به ویژه در ایالات متحده آمریکا این سبک از آبجو بسیار معطر را احیا کرده و دوباره آن را تولید می‌کنند. امپریال استاوت از سال ۲۰۱۲ در آلمان و اتریش تولید می‌شود. در تمام سال به عنوان یک نوشیدنی فصلی در کارخانه‌های مختلف آبجو در سوئیس تولید می‌شود.

## فرایند ساخت
در تولید امپریال استاوت از مالت بو داده در تولید استفاده می‌شود که در حقیقت رنگ تیره خود را از همین مالت بو داده تیره رنگ وام گرفته‌است؛ رنگ تیره قهوه ای و شکلاتی قوی از مشخصه‌های اصلی این نوع آبجو است. امپریال استاوت معمولاً ۸ تا ۱۰ درصد الکل دارد. اما همچنین آبجوهایی ازین سبک وجود دارند که به میزان قابل توجهی بالاتر هستند. امپریال استوت‌ها با مخمرهای تخمیر در سطح تخمیر می‌شوند. با توجه به مقدار زیاد الکل موجود در آن زمان جا افتادن تا سه ماه زمان می‌برد. برخی نگهداری این آبجو در برخی کارخانه‌های تولیدی از بشکه‌های ویسکی استفاده می‌شوند که باعث طعم و مزه تندتر آن می‌شود.

## پیوند (های) وب
- انواع آبجوی ووکیت (انگلیسی)